# Caspar Siegmund Schmid
Caspar Siegmund Schmid, auch Conrad Sigismund Schmid, (* 9. April 1724 in  Marienberg; † 8. Mai 1802 in Eisleben) war ein kursächsischer Bergbeamter. Er war zunächst Berg- und Gegenschreiber, später Advokat, Kammerkommissar, Zehntner und Bergvogt sowie Stollen-Administrator und Inspektor des Bergstifts in Eisleben.

## Leben
Er stammte aus einer Bergmanns- und Gelehrtenfamilie in der erzgebirgischen Bergstadt Marienberg, deren Wurzeln sich bis in das Spätmittelalter nach Elterlein zurückverfolgen lassen.
Der Vater von Caspar Siegmund Schmid war der Marienberger Stadtrichter Johann Cornelius Schmid (1687–1754). Nach dem Besuch des Gymnasiums in der sächsischen Bergstadt Freiberg ging Caspar Sigismund Schmid zum Studium der Rechtswissenschaften an die Universität Leipzig. Da mehrere Mitglieder seiner weitverzweigten Familie bereits Dienstposten im Bereich der Montanverwaltung in der Grafschaft Mansfeld ausübten, ging auch er dorthin und ließ sich beruflich in Eisleben nieder. Dort wurde er zunächst Berg- und Gegenschreiber, später auch Advokat und kursächsischer Kammerkommissar sowie Zehntner. Ferner war er als Bergvogt im Bergamt Eisleben sowie Stollen-Administrator und Inspektor des Bergstifts tätig.
In seiner Funktion als Bergvogt kam er sehr schnell mit dem Berghauptmann Heinrich Ulrich Erasmus von Hardenberg in Konflikt, der im Jahre 1793 hinter seinem Rücken erfolglos seine Absetzung beim Kurfürsten Friedrich August III. von Sachsen beantragte. Allerdings konnte Schmid nicht verhindern, dass ihm ein Oberbergvogt vorgesetzt wurde.
Caspar Siegmund Schmid war zweimal verheiratet und hatte vier Kinder. Der Lehrer Carl Friedrich Schmid ist sein Enkelsohn.